# Lumbrineris quasibifilaris
Lumbrineris quasibifilaris är en ringmaskart som beskrevs av Monro 1937. Lumbrineris quasibifilaris ingår i släktet Lumbrineris och familjen Lumbrineridae. Inga underarter finns listade i Catalogue of Life.